# デジタル化の進展と放送政策に関する調査研究会
デジタル化の進展と放送政策に関する調査研究会（デジタルかのしんてんとほうそうせいさくにかんするちょうさけんきゅうかい）とは、2004年7月から2006年10月にかけて総務省で開催された、デジタル時代の放送政策の策定に資することを目的とした研究会。総務省情報通信政策局長の私的研究会であり、国家行政組織法上の審議会ではない。座長は東京大学名誉教授の塩野宏。
2006年10月に、放送持株会社制度導入等の提言を盛り込んだ最終報告をとりまとめ、閉幕した。

## 研究会構成員
※肩書は、当時のもの。
- 伊東晋 東京理科大学理工学部教授
- 隈部紀生 前早稲田大学大学院国際情報通信研究科客員教授
- 小塚荘一郎 上智大学法学部教授
- 塩野宏 東京大学名誉教授（座長）
- 篠原俊行 前順天堂大学スポーツ健康科学部教授
- 武井一浩 西村ときわ法律事務所パートナー弁護士
- 新美育文 明治大学法科大学院教授
- 野村敦子 株式会社日本総合研究所主任研究員
- 長谷部恭男 東京大学法学部教授
- 羽鳥光俊 中央大学理工学部教授（座長代理）
- 濱田純一 東京大学理事（副学長）・大学院情報学環教授
- 舟田正之 立教大学法学部教授
- 村井純 慶應義塾大学環境情報学部教授
- 山下東子 明海大学経済学部教授